# 若原美紀
若原 美紀（わかはら みき、1975年10月31日 - ）は、愛知県出身の女優、声優。劇団朋友映画放送部所属。

## 出演作品

### 舞台
- それどころでない人
- 円山町幻花
- 9人の女
- 法王庁の避妊法（研究生公演）
- トワイライトタイム（劇団芝居屋）
- 待合所・帰郷（劇団芝居屋）
- 喫茶店物語・再会（劇団芝居屋）

### ドラマCD
- 帽子屋エリプシス（隼人の母）

### 吹き替え

#### 映画
- アメリカン・ギャングスター（エヴァ）
- ある公爵夫人の生涯
- ウェイトレス 〜おいしい人生のつくりかた（フランシン）
- エグザム：ファイナルアンサー（ビリー）
- エスパー
- お願い!プレイメイト
- 君のためなら千回でも（ソラヤ）
- 幸せのセラピー（ジェーン・ウィットマン）
- ターミナル
- タロットカード殺人事件（ジェーン・クック）
- TSUNAMI -ツナミ-（ヨニ / ハ・ジウォン）
- ディープ・アンダーカバー
- 鉄板スポーツ伝説
- ナイト&デイ（エイプリル・ヘイヴンス / マギー・グレイス）
- ナショナル・トレジャー リンカーン暗殺者の日記
- パラノーマル・アクティビティ（ケイティ）
- パラノーマル・アクティビティ2（ケイティ）
- パラノーマル・アクティビティ3（ケイティ）
- パラノーマル・アクティビティ4（ケイティ）
- パラノーマル・アクティビティ/呪いの印（ケイティ）
- ハリウッドランド
- ヒーロー・ウォンテッド（ケーラ）
- ブーリン家の姉妹
- フェイク シティ ある男のルール（リンダ・ワシントン / ナオミ・ハリス）
- プレステージ（ジュリア・マッカロー / パイパー・ペラーボ）
- ボーダータウン 報道されない殺人者（エバ / マヤ・ザパタ）
- ミラーズ2
- レッスン!（サーシャ）
- レッドクリフ（田々）

#### 海外ドラマ
- アンフォゲッタブル 完全記憶捜査（サラ・グリーン）
- ER XII 緊急救命室（クレモンス〈ダマリ・スコット〉）
- ヴェロニカ・マーズ（セレステ・ケイン）
- エデンの東（オ・ユニ）
- 堕ちた弁護士 -ニック・フォーリン-（スザンヌ）
- クリミナル・マインド FBI行動分析課（サラ、メリーアン、ルイーズ）
- クリミナル・マインド 特命捜査班レッドセル
- コーヒープリンス1号店
- ゴシップガール（アン・アーチボルト）
- CSI:マイアミ9
- ドレスデン、運命の日（マリア）
- プリズン・ブレイク（テレサ・デルガド）
- 碧血剣（何鉄手）
- 名探偵モンク

#### その他
- プロジェクト・ランウェイ（スター/メリッサ）
- ホートン/ふしぎな世界のダレダーレ

### ナレーション
- アイランド・ガール フラダンス・フィットネスDVD
- 驚異!生物たちのスーパーセンサーシリーズ
- 地球・この星に生まれて
- 中学理科・小学校理科
- シークレットカップル CM
- iフィルター CM
- 佐藤製薬 CM

### テレビ
- ソニー損保